# Internationale luchthaven Guiyang Longdongbao
De internationale luchthaven Guiyang Longdongbao (Chinees: 贵阳龙洞堡国际机场, Hanyu pinyin: Guìyáng Lóngdòngbǎo Guójì Jīchǎng, Engels: Guiyang Longdongbao International Airport) is een luchthaven op 11 kilometer ten zuidoosten van Guiyang, China. De luchthaven bedient Guiyang en de rest van de provincie Guizhou.
De luchthaven opende op 28 mei 1997 en kreeg zijn huidige naam op 19 januari 2006. De initieel voorziene capaciteit van 5 miljoen passagiers per jaar werd in 2010 overschreden. In september van dat jaar startte een uitbreidingsproject om de totale capaciteit naar 15,5 miljoen passagiers te brengen en 220.000 ton vracht.
In 2015 was het de op 22 na drukste van geheel China wat betreft passagiers. Er passeerden dat jaar 13.244.982 passagiers en 87.207 ton vracht in 116.914 vliegbewegingen. De luchthaven is een hub en/of focuslocatie voor onder meer Air China, Beijing Capital Airlines,  China Eastern Airlines, China Southern Airlines, China Express Airlines en Hainan Airlines.
De luchthaven is bereikbaar via lijn 2 van de metro van Guiyang. 